# 升平街道
升平街道是中华人民共和国安徽省宣城市广德市下辖的一个街道办事处。2021年由桃州镇析置，2021年7月2日正式揭牌成立。

## 行政区划
升平街道下辖以下地区：
升平社区、凤井社区、荷花社区、团山村和钱村。